# Elephants on Acid
Elephants on Acid – dziewiąty album studyjny amerykańskiego zespołu hip-hopowego Cypress Hill. Wydawnictwo ukazało się 28 września 2018 roku nakładem wytwórni muzycznej BMG Rights Management.

## Lista utworów
| Nr  | Tytuł utworu                                      | Długość |
| --- | ------------------------------------------------- | ------- |
| 1.  | „Tusko” (Intro)                                   | 0:48    |
| 2.  | „Band of Gypsies” (Gościnnie: Sadat & Alaa Fifty) | 3:49    |
| 3.  | „Put Em in the Ground”                            | 2:21    |
| 4.  | „Satao” (Interval)                                | 0:29    |
| 5.  | „Jesus Was a Stoner”                              | 3:25    |
| 6.  | „Pass the Knife”                                  | 3:36    |
| 7.  | „LSD” (Interval)                                  | 0:37    |
| 8.  | „Oh Na Na” (Gościnnie: Brevi)                     | 2:57    |
| 9.  | „Holy Mountain” (Interval)                        | 1:15    |
| 10. | „Locos” (Gościnnie: Sick Jacken)                  | 3:18    |
| 11. | „Falling Down”                                    | 2:19    |
| 12. | „Elephant Acid” (Interlude)                       | 0:52    |
| 13. | „Insane OG”                                       | 1:23    |
| 14. | „The 5th Angel” (Instrumental)                    | 2:01    |
| 15. | „Warlord”                                         | 3:17    |
| 16. | „Reefer Man” (Gościnnie: Brevi)                   | 3:22    |
| 17. | „Thru the Rabbit Hole” (Interlude)                | 1:54    |
| 18. | „Crazy” (Gościnnie: Brevi)                        | 2:52    |
| 19. | „Muggs Is Dead” (Interlude)                       | 2:11    |
| 20. | „Blood on My Hands Again”                         | 3:20    |
| 21. | „Stairway to Heaven” (Gościnnie: Brevi)           | 5:41    |
|     |                                                   | 51:47   |

## Listy sprzedaży
| Lista                                    | Kraj              | Pozycja |
| ---------------------------------------- | ----------------- | ------- |
| Official Charts Company. Scottish Albums | Szkocja           | 33      |
| Swiss Hitparade                          | Szwajcaria        | 9       |
| Ö3 Austria Top 40                        | Austria           | 16      |
| Ultratop. Wallonie                       | Belgia            | 71      |
| Ultratop. Vlaanderen                     | Belgia            | 55      |
| Dutch Album Top 100                      | Holandia          | 57      |
| GfK Entertainment charts                 | Niemcy            | 27      |
| Official Charts Company                  | Wielka Brytania   | 64      |
| Billboard 200                            | Stany Zjednoczone | 120     |